# Tadamori Ōshima
Tadamori Ōshima (大島 理森, Ōshima Tadamori) est un homme politique japonais né le 6 septembre 1946 à Hachinohe. Il a occupé diverses postes ministériels des années 1990 aux années 2000 ; le 21 avril 2015, il devient président de la Chambre des représentants du Japon.